# Piper miguelconejoanum
Piper miguelconejoanum är en pepparväxtart som beskrevs av Trel. & Yunck.. Piper miguelconejoanum ingår i släktet Piper och familjen pepparväxter. Inga underarter finns listade i Catalogue of Life.